# موسالسك
موسالسك (بالروسية: Мосальск) هي إحدى مدن روسيا في الكيان الفدرالي الروسي كالوغا أوبلاست.